# Vasútmodellezés

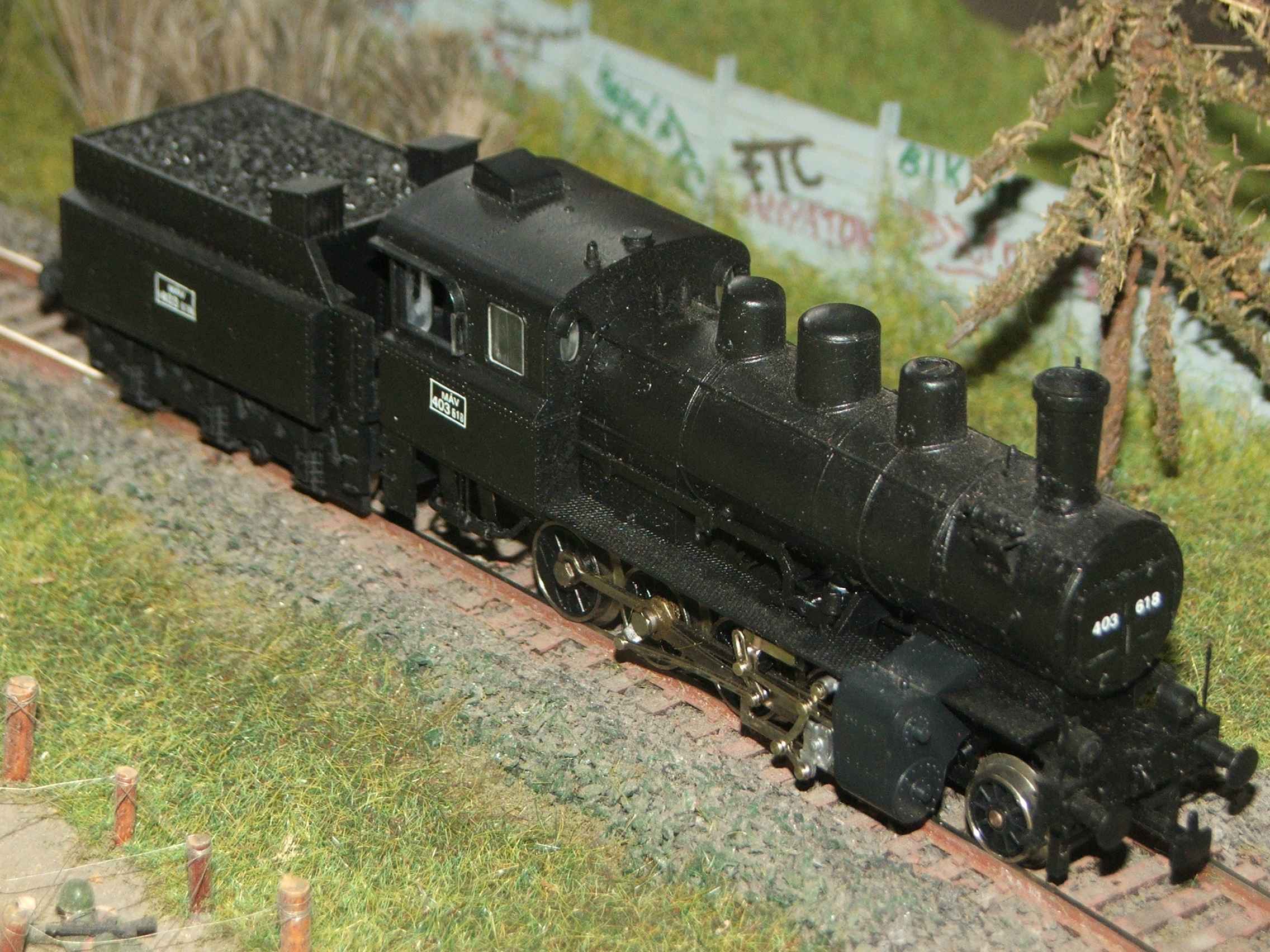
A MÁV 403-as gőzösének modellje a veszprémi klub modulján

A vasútmodellezés olyan hobbitevékenység, amelynek célja a vasúti üzem egészének, vagy valamely részletének a modellezése általában terepasztalon, és a terepasztal vasúti üzem szabályai szerinti működtetése.

## Leírása
A modellező vagy saját mércéje szerinti kompromisszumokkal, vagy modellező szervezetek által összeállított szabványok, ajánlások alapján dolgozik (pl. H0, TT, N). E modellezési ág nélkülözi a technikaisport-jelleget, viszont több lehetőséget ad a közösségi együttműködésnek. A vasútmodellezők gyakorta tömörülnek helyi, országos, újabban virtuális szervezetekbe.

## Vasútmodellező szervezetek
Az egyik legbefolyásosabb nemzetközi vasútmodellező szervezet a svájci székhelyű, európai modellezőket tömörítő MOROP  (Verband der Modelleisenbahner und Eisenbahnfreunde Europas), ajánlásaikat (NEM szabványok) a legtöbb európai modellgyártó cég is figyelembe veszi. Magyarországi képviselőjük a MAVOE (Magyar Vasútmodellezők és Vasútbarátok Országos Egyesülete). Az utóbbi években egyre meghatározóbbá válik az európai vasútmodellezésben a nienburgi székhelyű FREMO (Freundeskreis Europäischer Modellbahner eV). Ajánlásaik elsősorban a modulrendszerű terepasztalokat építő klubok és magánszemélyek számára lehetnek hasznosak. A rendszerük szerint épített modulterepasztalok (terepasztal-részletek, modulelemek) tetszőleges formában és sorrendben, rövid idő alatt felépíthetők. A vezérlés digitális, DCC rendszerű, az egy egy találkozóra több száz m²-en összeépült vasútvonalon a nagyvasutihoz nagymértékben hasonló üzemet lehet megvalósítani. A hazai modellezők számos klubhoz, helyi szervezethez csatlakozhatnak, sok nagyvárosban van a helyi modellezőket összefogó vasútbarát egyesület.

## A vasútmodellezés részterületei
- vasúti üzem modellezése: pálya, üzemi berendezések építése, biztosító berendezések működésének modellezése: pályaelemek és jelzők közötti kapcsolat létrehozása,, a vonatbefolyásolás megvalósítása a nagyvasút szabályai alapján. Mindezek együttes megvalósítása a terepasztal építés, illetve a terepasztal vasútüzem szabályai szerinti működtetése.
- vasútüzemi létesítmények modellezése: vasúti épületek, fűtőházak, fordítókorongok, jelzők, hidak, alagutak, egyéb tereptárgyak és figurák készítése, építése.
- járművek modellezése: normál és keskeny nyomtávolságú mozdonyok, kocsik, városi vasút modellek építése, átépítése, frizirozás (= gyári modellek kiegészítése további élethűséget követő alkatrészekkel)
- virtuális vasút: a fentiek megvalósítása teljes egészében számítógépes felületen, erre alkalmas szoftverek felhasználásával

## A vasútmodellezés története
- Bővebben a modellvasút oldalon

### Városi egyesületek, klubok honlapjai

#### Budapesten
- LMK
- LÁVA
- Pannónia Vasútmodellező Klub

#### Vidéken
- Békéscsaba
- Debrecen
- Győr
- Hajdúszoboszló
- Miskolc
- Sopron Archiválva 2016. március 4-i dátummal a Wayback Machine-ben
- Szekszárd
- Szolnok
- Szombathely
- Tata
- Veszprém

A hazai modellezőszervezetek internetes fórumokon is elérhetőek.

### Jelentősebb szabványok, ajánlások
- NEM: A MOROP részletes ajánlásai Archiválva 2008. június 22-i dátummal a Wayback Machine-ben
- NMRA: Az amerikai modellezők szabványgyűjteménye
- FREMO modulszabványok Archiválva 2008. május 9-i dátummal a Wayback Machine-ben
- DCC: A Lenz cég digitális vezérlési rendszere, hazánkban a legtöbben ezt a rendszert használják